# Oberhaun
Oberhaun ist ein Ortsteil der Gemeinde Hauneck im osthessischen Landkreis Hersfeld-Rotenburg.

## Geographische Lage
Der Ortsteil liegt im unteren Haunetal auf einer mittleren Höhe von 210 m ü. NN beiderseits der Haune, bevor der Fluss etwa 5 Kilometer nördlich in Bad Hersfeld in die Fulda mündet. Der historische Ortskern liegt linksseitig der Haune.

## Geschichte

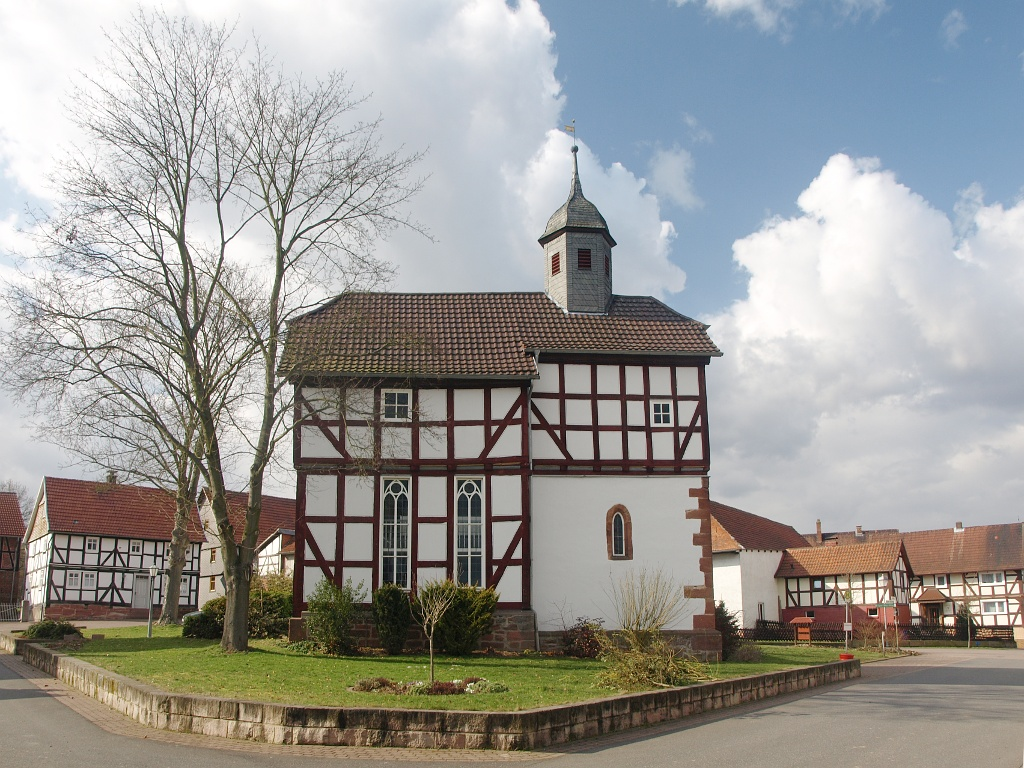
Südfassade der Kirche mit gotischem Rechteckchor und Fachwerkaufbau von 1776

### Ortsgeschichte
Am 8. März 1230 wird Oberhaun soweit bekannt erstmals als superiori Huna urkundlich erwähnt. In dieser Urkunde beurkundet Abt Ludwig von Hersfeld einen Gütertausch zwischen dem Probst Wigand von Johannesberg und dem dortigen Konvent. 1359 wird Oberhaun bereits als „Oberhune“ erwähnt. Es ist hersfeldisches Lehen der Herren von Buchenau, die dort das Halsgericht hatten. Um die Wende zum 17. Jahrhundert wird von der Papiermühle berichtet, die aber nur wenig einbrachte. Noch heute trägt ein Teil des Ortes entlang der Bundesstraße 27 den Namen „Papiermühle“.
Hessische Gebietsreform (1970–1977)
Im Zuge der Gebietsreform in Hessen entstand zum 31. Dezember 1971 die Gemeinde Hauneck durch den freiwilligen Zusammenschluss  der bis dahin selbständigen Gemeinden Oberhaun, Rotensee, Sieglos und Unterhaun. Für die ehemals eigenständigen Gemeinden wurden Ortsbezirke mit Ortsbeirat und Ortsvorsteher nach der Hessischen Gemeindeordnung gebildet.

### Bevölkerung
Einwohnerstruktur 2011
Nach den Erhebungen des Zensus 2011 lebten am Stichtag dem 9. Mai 2011 in Oberhaun 687 Einwohner. Darunter waren 6 (0,9 %) Ausländer.
Nach dem Lebensalter waren 138 Einwohner unter 18 Jahren, 270 waren zwischen 18 und 49, 138 zwischen 50 und 64 und 141 Einwohner waren älter. Die Einwohner lebten in 282 Haushalten. Davon waren 63 Singlehaushalte, 78 Paare ohne Kinder und 114 Paare mit Kindern, sowie 27 Alleinerziehende und 3 Wohngemeinschaften. In 54 Haushalten lebten ausschließlich Senioren und in 186 Haushaltungen leben keine Senioren.
Einwohnerentwicklung
| Oberhaun: Einwohnerzahlen von 1834 bis 2020 | Oberhaun: Einwohnerzahlen von 1834 bis 2020 | Oberhaun: Einwohnerzahlen von 1834 bis 2020 | Oberhaun: Einwohnerzahlen von 1834 bis 2020 | Oberhaun: Einwohnerzahlen von 1834 bis 2020 |
| --- | ------------------------------------------- | ------------------------------------------- | ------------------------------------------- | ------------------------------------------- |
| Jahr |                                             |                                             |                                             | Einwohner                                   |
| 1834 | 1834                                        |                                             | 283                                         | 283                                         |
| 1840 | 1840                                        |                                             | 284                                         | 284                                         |
| 1846 | 1846                                        |                                             | 294                                         | 294                                         |
| 1852 | 1852                                        |                                             | 288                                         | 288                                         |
| 1858 | 1858                                        |                                             | 264                                         | 264                                         |
| 1864 | 1864                                        |                                             | 275                                         | 275                                         |
| 1871 | 1871                                        |                                             | 291                                         | 291                                         |
| 1875 | 1875                                        |                                             | 281                                         | 281                                         |
| 1885 | 1885                                        |                                             | 284                                         | 284                                         |
| 1895 | 1895                                        |                                             | 300                                         | 300                                         |
| 1905 | 1905                                        |                                             | 333                                         | 333                                         |
| 1910 | 1910                                        |                                             | 356                                         | 356                                         |
| 1925 | 1925                                        |                                             | 362                                         | 362                                         |
| 1939 | 1939                                        |                                             | 388                                         | 388                                         |
| 1946 | 1946                                        |                                             | 526                                         | 526                                         |
| 1950 | 1950                                        |                                             | 568                                         | 568                                         |
| 1956 | 1956                                        |                                             | 506                                         | 506                                         |
| 1961 | 1961                                        |                                             | 505                                         | 505                                         |
| 1967 | 1967                                        |                                             | 553                                         | 553                                         |
| 1970 | 1970                                        |                                             | 541                                         | 541                                         |
| 1980 | 1980                                        |                                             | ?                                           | ?                                           |
| 1990 | 1990                                        |                                             | ?                                           | ?                                           |
| 2001 | 2001                                        |                                             | 756                                         | 756                                         |
| 2006 | 2006                                        |                                             | 718                                         | 718                                         |
| 2011 | 2011                                        |                                             | 687                                         | 687                                         |
| 2020 | 2020                                        |                                             | 625                                         | 625                                         |
| Datenquelle: Historisches Gemeindeverzeichnis für Hessen: Die Bevölkerung der Gemeinden 1834 bis 1967. Wiesbaden: Hessisches Statistisches Landesamt, 1968. Weitere Quellen: LAGIS; Zensus 2011; Gemeinde Hauneck |                                             |                                             |                                             |                                             |

Religionszugehörigkeit
| • 1885: | 283 evangelische (= 99,65 %), ein katholischer (= 0,35 %) Einwohner |
| • 1961: | 424 evangelische (= 83,96 %), 78 katholische (= 15,45 %) Einwohner  |

## Verkehr
Östlich des Ortskerns verlaufen die Bundesstraße 27 und die Bahnstrecke Bebra–Fulda. Der öffentliche Personennahverkehr erfolgt durch den NVV mit der Linie 365. Die nächstgelegenen Flughäfen sind der internationale Flughafen Frankfurt Main und der Regionalflughafen Kassel-Calden.

## Sonstiges
- Oberhaun gehört zum Kirchspiel Unterhaun und besitzt eine eigene Fachwerkkirche.
- Im Ort steht ein Dorfgemeinschaftshaus.